# Siete Hermanas

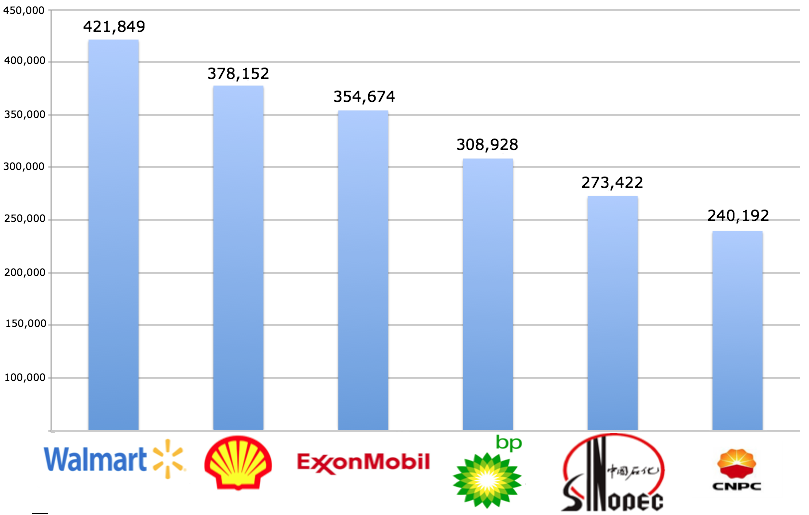
Las seis mayores empresas mundiales en 2012, según ingresos en millones de dólares

Las Siete Hermanas eran siete empresas petroleras que dominaban el sector a principios de la década de 1960. Fueron llamadas así por Enrico Mattei, presidente de ENI, aludiendo a que funcionaban como un cártel, protegiéndose mutuamente y dificultando la libre competencia de otras petroleras emergentes.

## Historia
Tras el fraccionamiento de la Standard Oil, ordenada por el  gobierno de los Estados Unidos mediante las leyes antimonopolio de principios del siglo XX, se formaron tres nuevas compañías, que junto a otras cuatro grandes del resto del mundo, conformaron las Seven Sisters. Una vez terminada la Segunda Guerra Mundial, estas compañías dominaban casi totalmente la producción, el refino y la distribución petrolera, pero ante las desventajas de luchar entre ellas, coordinaron sus esfuerzos y se repartieron el mercado. Para 1960 habían conformado un verdadero cártel, petrolero, aprovechando el crecimiento de la demanda a nivel mundial y su influencia sobre los gobiernos de los países productores, y obtuvieron grandes ganancias.
La fundación de la OPEP en 1960, gracias a las gestiones realizadas por Juan Pablo Pérez Alfonzo, ministro petrolero venezolano, ante los gobiernos de Arabia Saudita, Irán, Irak y Catar, vino a equilibrar la oferta y demanda petrolera mundial.
Las Seven Sisters eran:
1. Standard Oil of New Jersey (Esso), que al fusionarse con Mobil formó ExxonMobil.
2. Royal Dutch Shell.
3. Anglo-Iranian Oil Company (AIOC), origen de la actual British Petroleum (BP).
4. Standard Oil of New York, luego conocida como Mobil, actualmente parte de ExxonMobil.
5. Standard Oil of California, luego conocida como Chevron Corporation.
6. Gulf Oil Corporation, que en 1985 fue absorbida por Chevron, aunque sigue existiendo como marca.
7. Texaco, que fue absorbida por Chevron en 2001 y es actualmente una marca de dicha empresa.

Debido a estas fusiones empresariales, solo sobreviven cuatro de las Seven Sisters: ExxonMobil, Chevron, Royal Dutch Shell y BP. Sin embargo, el capital conjunto de esas cuatro empresas es muy superior al que poseían las Seven Sisters originales.

## Las nuevas Seven Sisters
El 15 de marzo de 2008, el diario Financial Times publicó un artículo identificando a las Nuevas Siete Hermanas: las compañías petroleras estatales más influyentes de países no pertenecientes a la OCDE. De acuerdo con el artículo, estas empresas serían:
1. Aramco
2. CNPC
3. Gazprom
4. NIOC
5. PDVSA
6. Petrobras
7. Petronas

Pemex fue excluida de esta lista, debido a que el complejo Cantarell ha disminuido su capacidad productora.